# Silvia Scalia
Pour les articles homonymes, voir Scalia.
Silvia Scalia (née le 16 juillet 1995 à Lecco) est une nageuse italienne, spécialiste du dos.

## Carrière
Elle est médaillée d'argent du relais 4 x 50 m 4 nages aux Championnats du monde de natation en petit bassin 2016.
Elle remporte deux médailles dont un titre lors des Jeux méditerranéens de 2018 (une médaille d'or en 50 m dos et une médaille d'argent en 100 m dos).